# Caesalpinia godefroyana
Caesalpinia godefroyana là một loài thực vật có hoa trong họ Đậu. Loài này được Kuntze miêu tả khoa học đầu tiên.

## Hình ảnh

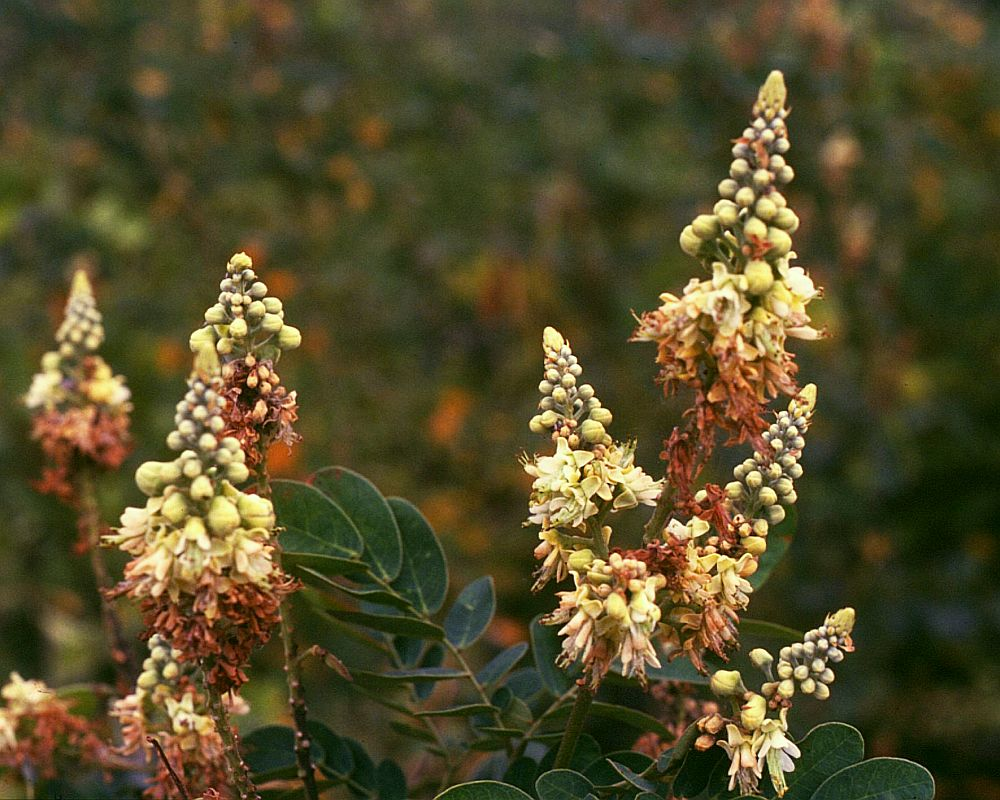